# Długie (powiat rypiński)
Długie – wieś w Polsce położona w województwie kujawsko-pomorskim, w powiecie rypińskim, w gminie Wąpielsk.
W latach 1954–1961 wieś należała i była siedzibą władz gromady Długie, po jej zniesieniu w gromadzie Strzygi. W latach 1975–1998 miejscowość należała administracyjnie do województwa toruńskiego. Według Narodowego Spisu Powszechnego (III 2011 r.) liczyła 718 mieszkańców. Jest drugą co do wielkości miejscowością gminy Wąpielsk.

## Historia
Wieś była wzmiankowana w 1323 r. w dokumencie książąt dobrzyńskich Bolesława i Władysława. W końcu XIV w. należała do Świnków - najpierw do Piotra, a potem Jakuba. Pod koniec XVI w. przeszła w ręce rodziny Plemięckich, po których majątek w drugiej połowie XVII w. przejęli Działyńscy.

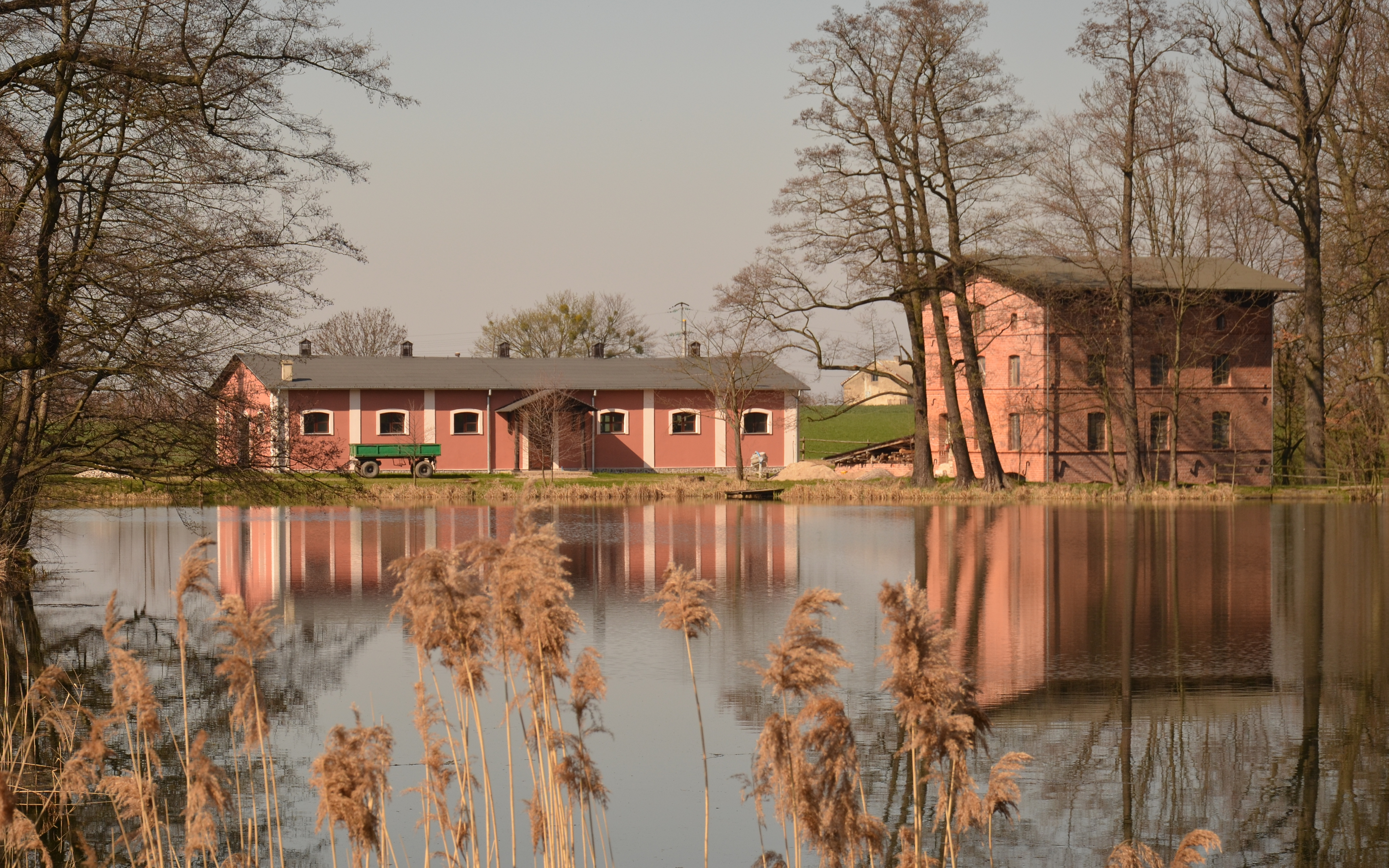
Budynki dawnej obory i młyna

W XVIII w. wieś należała do Zamoyskich, a później Cissowskich. W 1776 r. Michał Cissowski posiadał majątek obejmujący: Długie, młyn Bucha, Strzygi, Tadajewo, Tomaszewo, Warpalice oraz Wrzeszewo. W 1842 r. drogą koligacji rodzinnych majątek przeszedł w ręce rodziny hrabiów Broel-Platerów. Po śmierci hrabiego Krzysztofa Broel-Platera w 1871 r. majątkiem przez 30 lat zarządzała wdowa po nim, hrabina Elżbieta. W 1904 r. jej syn, Gustaw Broel-Plater, sprzedał majątek Arturowi Borzewskiemu. W okresie międzywojennym majątek obejmował ponad 1000 ha powierzchni i należał do największych majątków ziemskich w okolicach Rypina.
Obiekty krajoznawcze: We wsi znajduje się późnoklasycystyczny pałac z pierwszej połowy XIX w. usytuowany w rozległym parku krajobrazowym ze starodrzewem oraz stawem oraz budynek dawnego młyna z drugiej połowy XIX w.